# Remilly-Aillicourt
Remilly-Aillicourt is een gemeente in het Franse departement Ardennes in de regio Grand Est en telt 778 inwoners (2018). De gemeente maakt deel uit van het arrondissement Sedan.

## Geschiedenis
De gemeente maakte deel uit van het kanton Raucourt-et-Flaba tot dit op 22 maart werd opgeheven en gemeenten werden opgenomen in het kanton Vouziers.

## Geografie
De oppervlakte van Remilly-Aillicourt bedraagt 13,3 km², de bevolkingsdichtheid is 58,7 inwoners per km².
Dit plaatsje en het in dezelfde gemeente gelegen buurtschap Petit Remilly liggen aan de Chiers.
De onderstaande kaart toont de ligging van Remilly-Aillicourt met de belangrijkste infrastructuur en aangrenzende gemeenten.

## Demografie
Onderstaande figuur toont het verloop van het inwonertal (bron: INSEE-tellingen).
Vanwege een beveiligingsprobleem met de MediaWiki Graph-software is het momenteel niet mogelijk deze grafiek weer te geven. Zodra de software is bijgewerkt zal de grafiek vanzelf weer zichtbaar worden.

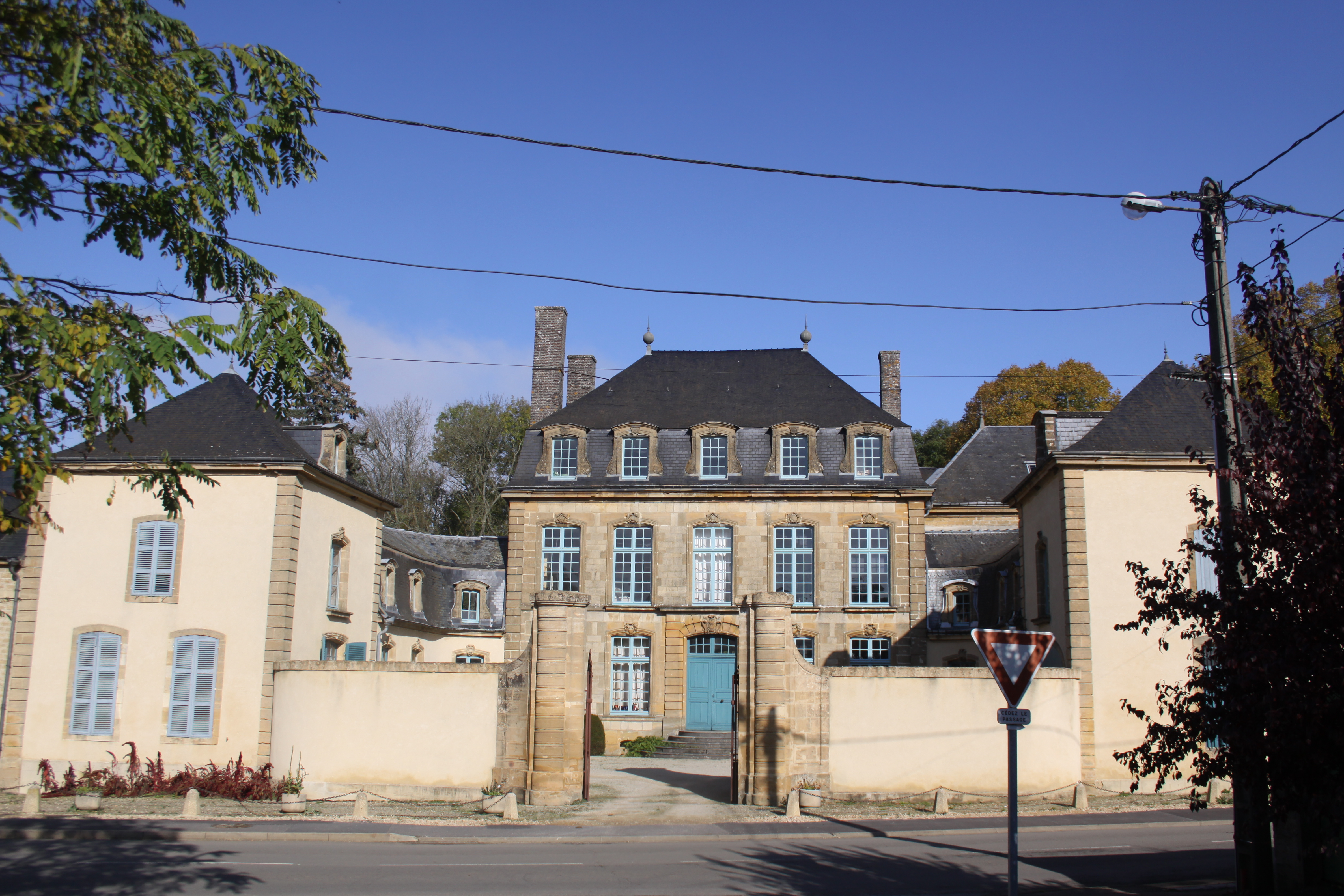
Kasteel